# Robert John Collier
Robert John Collier, mais conhecido como John Collier (Wichita Falls, 6 de agosto de 1938, é um microbiologista e bioquímico estadunidense, professor da Harvard Medical School, conhecido por pesquisas sobre toxinas bacteriais.
Collier estudou na Universidade Rice (bacharelado em 1959) e obteve um doutorado em biologia em 1964 na Harvard Medical School. No pós-doutorado esteve de 1964 a 1966 no Instituto de Biologia Molecular em Genebra. A partir de 1966 foi professor de bacteriologia na Universidade da Califórnia em Los Angeles. Em 1973/1974 foi bolsista Guggenheim no Instituto Pasteur em Paris. A partir de 1984 foi professor na Harvard Medical School na Faculdade de Microbiologia e Genética Molecular, da qual foi diretor em 1995/1996.
Recebeu em 1990 o Prêmio Paul Ehrlich e Ludwig Darmstaedter e em 1972 o Prêmio de Pesquisa Eli Lilly and Company-Elanco. É membro da Academia Nacional de Ciências dos Estados Unidos (desde 1991), da Academia de Artes e Ciências dos Estados Unidos (desde 1993) e membro estrangeiro da Academia Norueguesa de Literatura e Ciências.